# Tolvsmossen
Tolvsmossen este o arie protejată (arie specială de conservare — SAC, sit de importanță comunitară — SCI) din Suedia întinsă pe o suprafață de 33,2 ha, integral pe uscat.

## Localizare
Centrul sitului Tolvsmossen este situat la coordonatele 60°18′48″N 16°29′29″E / 60.3133°N 16.4915°E.

## Înființare
Situl Tolvsmossen a fost declarat sit de importanță comunitară în aprilie 2003 pentru a proteja un număr necunoscut de specii din flora spontană și fauna sălbatică aflate în arealul zonei. Situl a fost protejat și ca arie specială de conservare în martie 2011.

## Biodiversitate
Situată în ecoregiunea boreală, aria protejată conține 3 habitate naturale: Mlaștini împădurite, Lacuri și iazuri distrofice naturale, Mlaștini turboase de tranziție și turbării mișcătoare.
La baza desemnării sitului se află un număr nedeclarat de specii protejate.